# Jean de Villiers (Ritter)

Jean de Villiers
Kupferstich um 1725

Großmeisterwappen von Jean de Villiers

Jean de Villiers, auch Johannes von Villiers, Ioannes Villiersius, Iohannes de Villers (* vor 1248; † 1294 auf Zypern) war von 1284/85 bis zu seinem Tod der 22. Großmeister des Johanniterordens.
Jean stammte aus der vornehmen De Villiers-Familie aus der Gegend von Beauvais in der Picardie. Er reiste erstmals im Juli 1269 auf Anforderung seines Großmeisters Hugues de Revel nach Outremer und war von 1277 bis 1282 Kommandeur der Johanniterniederlassung in Tripolis. 1282 wurde er Prior der französischen Zunge des Ordens und kehrte dazu nach Frankreich zurück. Nachdem 1284 der Großmeister Nicolas Lorgne gestorben war, wurde er als dessen Nachfolger gewählt. Er reiste erst 1286 ins Heilige Land, nachdem er in Frankreich die Finanzen des Orden geordnet und erhebliche Gelder eingeworben hatte.
Der Orden hatte bereits 1271 die Festungen Krak des Chevaliers und 1285 Margat verloren und daraufhin sein Hauptquartier in die Stadt Akkon verlegt, das letzte Kreuzfahrer-Bollwerk des Königreichs Jerusalem.
Im Frühling 1287 konnte Jean gemeinsam mit dem Templergroßmeister Guillaume de Beaujeu den Kleinkrieg zwischen den italienischen Seestädten schlichten und die Genuesen, die nach einer erfolgreichen Seeschlacht gegen die Venezianer und Pisaner den Hafen von Akkon blockierten zum Rückzug nach Tyrus bewegen. 1289 entsandte er ein Johanniterkontingent unter dem Ordensmarschall Mathieu de Clermont zur Verteidigung von Tripolis, das den Fall der Stadt an die ägyptischen Mamluken unter Sultan Qalawun jedoch nicht verhindern konnte.
1291 wurde Akkon von den Truppen der Mamluken unter dem neuen Sultan al-Asraf Chalil belagert. Jean kommandierte während der Belagerung die Truppen des Ordens. Nach siebenwöchiger Belagerung fiel die Stadt am 18. Mai 1291. Jean wurde an jenem Tag schwer verwundet, doch es gelang ihm und einigen Ordensmitgliedern, auf einem Schiff zu entkommen. Stark dezimiert ließen sich die Ordensritter auf Zypern, in der Burg Kolossi nahe Limassol nieder.
Auf seinem Krankenbett in Zypern schrieb er an den späteren Großmeister Wilhelm von Villaret (seinerzeit Prior von St. Gilles) und beschrieb den Fall von Akkon.
Auf Zypern bemühte sich Jean um die Reorganisation des Ordens. Er hielt 1292 und 1293 Ordenskapitel ab, begann damit, das neue Hauptquartier des Ordens auf Zypern zu befestigen und dort ein Hospital einzurichten. Er starb 1294, zu seinem Nachfolger wurde Odon de Pins gewählt.